# La vida maravillosa
La vida maravillosa (1999, traducción de la obra en inglés Wonderful Life: The Burgess Shale and the Nature of History de 1989) es un libro de divulgación científica acerca de la evolución de la fauna del período Cámbrico escrito por el paleontólogo y escritor norteamericano Stephen Jay Gould (1941-2002). La edición norteamericana obtuvo el premio Aventis y fue finalista en 1991 para el premio Pulitzer.
Su objeto central es la historia de la vida y su punto de partida los fósiles encontrados en 1909 en Burgess Shale: unos fósiles que datan de hace 530 millones de años, y muestran un abanico de formas y planes corporales más amplio y variado de lo que los phila supervivientes y generalmente conocidos hoy en día permitían suponer, sobrepasando, en opinión de S.J. Gould, a los dinosaurios en su potencial instructivo sobre la historia de la vida.
El libro se estructura sobre dos argumentos o temas principales, relacionados sin embargo entre sí: El primero, la historia de su primer descubrimiento e interpretación en una época y contexto científicos en los que esta interpretación tendió a incluir los espectaculares fósiles descubiertos como variantes primitivas de los phila ya conocidos, en ocasiones forzando esta interpretación. Una época en la que las ideas predominantes sobre historia evolutiva hacían casi inevitable una interpretación conforme con la creencia de que la variedad de los seres vivos ha ido siempre en aumento y que los animales del Cámbrico necesariamente habrían de ser más simples y menos variados que los posteriores. Y además deberían ser de los grandes tipos o phila ya conocidos, pues no se concebía que seres complejos, de tipos desconocidos, pudieran haber evolucionado en un periodo evolutivamente corto, para no dejar descendientes posteriores.
La continuación de este tema es el relato de su posterior redescubrimiento y re-interpretación más de medio siglo después por paleontólogos sin esas limitaciones apriorísticas y con medios tecnológicos más sofisticados, que permitieron un análisis más detallado.
Este tema de la historia de la Paleontología le sirve a S.J. Gould para exponer su argumento principal, el cual está en concordancia con su teoría evolucionista del "equilibrio puntuado".
Según su argumento, debemos ver en la historia de los fósiles de Burguess Shale cómo se ha ido superando una cierta visión tradicional de la evolución como un proceso inevitable que va siempre de lo más simple a lo más complejo, y que culmina en el hombre.
En lugar de ello, debemos ser conscientes de que la evolución no es intencional ni tiene fines, no tiene una dirección general hacia lo más complejo, y no otorga un lugar privilegiado a la especie humana. No hay un concepto de "progreso" que podamos asociar a la evolución biológica.
Si bien estos conceptos son generalmente admitidos y no son polémicos en términos científicos (de la ciencia biológica que estudia la evolución), S.J. Gould también analiza las razones por las que son tan lentos en permear la cultura general, incluso de tantas personas instruidas, y encuentran tanta resistencia. Esas razones serían, en resumen, la tradición filosófica, religiosa y cultural que no se resigna a bajar a la humanidad de su pedestal: un lugar privilegiado y especial en la Historia Natural. Ni a considerar su aparición como un suceso contingente igual que la aparición de cualquier otra especie. Y, en general, la resistencia a considerar la contingencia como un componente importante de la Historia, incluyendo toda la historia de la vida.
Otros conceptos defendidos por S. J. Gould en el libro son más controvertidos, puesto que se refieren a su propia visión de la evolución biológica como una alternancia de periodos de rápida irradiación de formas nuevas (rápida en términos evolucionistas, lo cual pueden ser varios millones de años) seguida de periodos, que pueden ser muy largos, de estasis o equilibrio en los que el cambio evolutivo es relativamente menor (esta teoría es la que desarrolló en textos académicos no divulgativos con el nombre de "equilibrio puntuado").
Los episodios de rápida irradiación de formas nuevas serían en esta visión probablemente la consecuencia de extinciones masivas o de cambios relativamente bruscos en el medio, y serían seguidos de "diezma", una competencia creciente entre las nuevas formas que siega muchas de ellas y promueve la adaptación cada vez más afinada y especializada de las supervivientes, sin permitir fácilmente nuevos phila.
Así pues, la representación adecuada de la historia de la vida no sería un árbol con pocas ramas principales en su parte baja y una progresiva proliferación de ramitas cada vez más variadas en su amplia copa, sino un "matorral" en el que nacen muchas ramas en su parte baja, gran parte de ellas son tronchadas sin descendencia, y las que se ramifican son las supervivientes, repitiéndose el esquema una vez tras otra.
La mayor parte de las conclusiones del libro eran controvertidas en el momento de la publicación del libro y algunos de los ejemplos que Gould utiliza se demostró rápidamente que eran incorrectos. No obstante, las ideas que este libro propone siguen siendo debatidas por los biólogos evolucionistas actualmente. La visión de las extinciones masivas como un componente o variable exógena importante en la historia de la vida ha ido ganando aceptación.